# Kenny Clarke/Francy Boland Big Band
Die Kenny Clarke/Francy Boland Big Band (CBBB) war eine Big Band des Modern Jazz. Sie entstand 1961 auf Initiative von Gigi Campi um den US-amerikanischen Schlagzeuger Kenny Clarke und den belgischen Pianisten und Arrangeur Francy Boland zunächst als reine Studio-Formation in Köln und bestand bis 1972. Zunächst umfasste die Bigband 13 Musiker, später 21. International rekrutiert gehörte sie zu den innovativen Big Bands der 1960er Jahre, gab 221 Konzerte und ist auf mehr als 20 Alben zu hören.

## Vorgeschichte
Namensgebender Kern der Big Band waren Kenny Clarke und Francy Boland. Clarke war einer der Mitbegründer des Modern Jazz Quartet, mit dem er am 6. November 1957 im Kölner Gürzenich auftrat. In Köln traf er nach dem Konzert durch Vermittlung des Jazzproduzenten und Impresarios Gigi Campi auf Boland, der zu jener Zeit für das Orchester Kurt Edelhagen arrangierte.
Bereits 1959 engagierte Campi eine Jazz-Combo um Kenny Clarke und Francy Boland für einen Karnevalsabend in seinem Eiscafé auf der Kölner Hohe Straße. Campi produzierte dieses Francy-Boland-Ensemble auch, als es im April 1961 mit Tonmeister Wolfgang Hirschmann im Elektrola-Studio seine ersten Aufnahmen machte, bei denen beide Musiker genannt wurden („Kenny Clarke, Francy Boland and Company - The Golden 8“). Beteiligt waren neben Boland und Clarke die Musiker Carl Drewo, Dusko Goykovich, Derek Humble, Christian Kellens, Raymond Droz und Jimmy Woode. Nicht Electrola veröffentlichte die LP, sondern Alfred Lions Blue Note Records. 1961 entstanden noch weitere Aufnahmen in Oktett-Besetzung.

## Studioproduktionen
Im Dezember 1961 wollte Campi ein von Francy Boland arrangiertes Bigband-Album mit Billie Poole machen, da die Sängerin ohnehin in Köln ein Club-Gastspiel mit Kenny Clarke, Lou Bennett und Jimmy Gourley hatte. Campi formierte die Band; die Schlüsselpositionen als Satzführer übernahmen Benny Bailey (Trompete), Derek Humble (Saxophon) und Åke Persson (Posaune). Doch vor dem anberaumten Studiotermin musste Poole unerwartet abreisen. Boland schrieb die Arrangements in reine Instrumentalstücke um, und Campi nahm mit den Musikern, die neben Poole spielten sollte, die sieben Stücke in nur 4 Stunden auf; er konnte das Album als Jazz Is Universal bei Atlantic Records veröffentlichten.
Am 25./26. Januar 1963 war man für die LPs Handle With Care und Now Hear Our Meanin’ wieder im Studio. Das Team Clarke und Boland unterstützte in den folgenden Jahren auch andere Formationen, so das Johnny-Griffin-Quartet (LP Night Lady; 13. Februar 1964) oder Sahib Shihab (LP Summer Dawn; 8. Mai 1964). Beide waren auch Mitglieder der Kenny Clarke/Francy Boland Big Band. Auch war es im Sextett aktiv. Im Februar 1966 traf sich die Bigband wieder, um für die Twen-Serie von Philips das Album Swing, Waltz, Swing einzuspielen, bei dem Carl Drewo herausgestellt wurde (diese Platte enthält auch Arrangements von Bora Roković).
Erst 1967 kam es vermehrt zu Produktionen: Am 15. April 1967 nahm die Band mit 16 Musikern die LP Jazz Convention Vol. II auf (in den Rhenus-Studios in Köln-Godorf). Nach Brüssel fuhr die Band für die Nachfolge-LP Flirt and Dream (am 28. Mai 1967). Am 18. Juni 1967 folgte im Rhenus-Studio die LP Sax no End mit den beiden Tenorsaxophonisten Johnny Griffin und Eddie Lockjaw Davis. Am 31. Juli 1967 hatte man für die LP Out of the Folk Bag die Idee, Jazz-Arrangements für traditionelle Folkmusikstücke zu schreiben. Für die Aufnahmen zur LP Jazz-Convention Vol. I, die bei Keith Prose erschien, traf die Band am 26. August 1967 wieder in Köln zusammen.
Die Band hatte seit Sommer 1967 zwei Schlagzeuger, und zwar neben der afro-amerikanischen Bebop-Legende Kenny Clarke, der in den 1950er Jahren das Jazz-Schlagzeug revolutioniert hatte, den Briten Kenny Clare. Nach Ansicht von Joachim Ernst Berendt ergänzte er „die Musikalität und das Stilgefühl Clarkes in bestechender Weise durch professionelle Zuverlässigkeit.“
Boland schrieb für die Band Arrangements und Kompositionen, wobei er zwar den Solisten Freiräume ließ, aber die musikalischen Abläufe stärker festlegte als dies in der Bigband-Szene üblich war. Diese Arrangements galten damals als die „traditionellsten zeitgenössischen Big Band-Arrangements“.
Viele bekannte US-Jazzmusiker der Bebop-Generation spielten in der Formation, z. B. die Saxophonisten Johnny Griffin, Herb Geller und Sahib Shihab oder der Bassist Jimmy Woode. Sie wurden durch bekannte europäische Musiker wie den schwedischen Posaunisten Åke Persson, den türkischen Trompeter Maffy Falay, seinen deutschen Kollegen Manfred Schoof und die britischen Saxophonisten Ronnie Scott und Derek Humble ergänzt. Die Band zeigte sich dem Orchester Kurt Edelhagen, mit dem es zahlreiche personelle Überlappungen gab, „musikalisch deutlich überlegen.“
Die Sketches from the ›Faces‹ Suite wurden am 14. Dezember 1967 wieder bei Electrola eingepegelt wie auch die nächsten Selections From Guyson’s Session 1967 (15. Dezember 1967), die jedoch erst 1993 veröffentlicht wurden. Die LP All Smiles (13./14. Mai 1968). Faces „mit musikalischen Kurzporträts sämtlicher Band-Mitglieder“ hingegen entstand am 28./29. Juni 1968 in den Kölner Sonopress-Studios. Für die LP More mietete man Studios in Rom am 17. Juli 1968. Das Album Jazz-Convention Vol. III wurde wieder in Köln am 1. August 1968 aufgenommen. Lady Heavy Bottoms Waltz (27. August 1968) und Latin Caleidoscope (28./29. August 1968) folgten in kurzen Zeitabständen. Das Album Fellini 7 1/2 entstand am 2. und 3. Dezember 1968. Nach zwei Live-Alben folgte am 27. Mai 1969 in Köln die Studio-LP All Blues, einen Tag später standen sie für die LP More Smiles wieder vor den Mikrofonen. Nächste Studio-LP der Jazzformation war At Her Majesty’s Pleasure vom 5. September 1969 (Electrola-Studios). Hirschmann kam 1968 auf die Idee, die dänische Schlagersängerin Gitte Hænning mit Boland zusammenzubringen, um ihr den Wunsch nach Jazzaufnahmen zu erfüllen. Die LP My Kind of World (später veröffentlicht unter Out of this World) entstand am 13. August 1968 im Electrola-Studio, womit sie das Publikum als hervorragende Jazz-Vokalistin überraschte.
Am 30. September 1970 wurde in den Kölner Cornet-Studios die LP Off Limits eingespielt; nächstes Album aus diesem Studio war das Album Change of Scenes vom 14. Juni 1971 mit Gaststar Stan Getz, das bei Verve erschien. Am 14. Januar 1972 entstanden hier zwei Titel, die erst auf der CD Our Kinda Strauss (Juni 1998) erschienen. 1970 hatte Gigi Campi die Idee, die CBBB mit Carmen McRae zusammenzubringen. Am 3. November entstand in London in den Lansdowne Studios die Platte mit dem Titel November Girl, die aber erst 1975 erschien.

## Auftritte
Die intensive Aufnahmetätigkeit führte zu LP-Veröffentlichungen, die jedoch zunächst das einzige Medium blieben. Nach fünf Jahren reiner Studiotätigkeit lud Joachim Ernst Berendt die Band erstmals am 10. Juni 1966 ein, öffentlich in der Mainzer Liederhalle im Rahmen der SWF-Jazz-Session aufzutreten. Am 22. Oktober 1967 folgte ein Konzert in Prag, wo das begeisterte Publikum eine einstündige Verlängerung erzwang. Am 4. und 28. Februar 1968 war die Bigband erstmals im Ronnie Scott’s Jazz Club in London zu Gast. Zum Eröffnungskonzert in der Londoner Royal Festival Hall kamen im Februar 1969 trotz Schneesturms 3.000 Zuschauer, am 11. Februar 1969 folgten zwei weitere Konzerte im Ronnie Scott’s Jazz Club. Der Club gehörte dem Tenorsaxophonisten Ronnie Scott, der seit Januar 1963 zur ständigen Besetzung der Clarke/Boland Big Band zählte. Bei einem Fassungsvermögen von 384 Zuschauern drängten sich im Londoner Club 927 Fans; die Mitschnitte wurden aufgeteilt auf die Live-Alben Volcano und Rue Chaptal. die im selben Jahr veröffentlicht wurden. Die Tourneen der Formation führten sie am 6. November 1970 auf die Berliner Jazztage. Am 5. Mai 1972 gaben sie in der Nürnberger Meistersingerhalle ihr letztes Konzert.

## Plattenlabels
Lange Zeit hatte die einheimische Schallplattenindustrie an der Band kein Interesse. Zwar wurde meist in den Electrola-Studios aufgenommen, aber andere Plattenlabels übernahmen, oft kurzfristig wechselnd, den Vertrieb. Die Labels wechselten häufig: Atlantic Records, Columbia Records, Philips, Polydor, Verve, SABA, MPS oder Black Lion Records. Das Album Sax No End (Juni 1967) wurde durch Hans Georg Brunner-Schwers Label SABA vertrieben, das im Januar 1968 in MPS umbenannt wurde. Die Band konnte ab Mai 1968 drei weitere Alben bei MPS veröffentlichen, bei denen der Schwerpunkt auf Wunsch Brunner-Schwers wiederum auf dem Saxophonsatz lag, als erstes das am 13./14. Mai 1968 aufgenommene All Smiles. Doch MPS konnte in Europa nur langsam ein Vertriebsnetz organisieren, in den USA gar nicht. Nach Donald Clarke war das der Grund, warum die Clarke/Boland Big Band in den USA trotz ihres hervorragenden Images beinahe unbekannt war; andererseits gab jedoch das amerikanische Fachblatt Down Beat schon 1966 bei Mike Hennessey ein Porträt der Band in Auftrag. Im CD-Zeitalter gab Campi zahlreiche Aufnahmen des Orchesters neu oder erstmals in einer eigenen Edition heraus.

## Auflösung der Big Band
Altsaxophonist Derek Humble war von Beginn an dabei, wurde jedoch nach August 1968 bei einer Schlägerei in Köln so schwer verletzt, dass er seinen Part in der Band nicht mehr vollständig wahrnehmen konnte. Er wirkte zwar noch bei Aufnahmen und Auftritten mit, doch waren die Aufnahmen zur LP November Girl (London, 3. November 1970) seine letzten für die Band. Seinen letzten Auftritt nahm der gesundheitlich angeschlagene Humble mit der Band am 6. November 1970 bei den Berliner Jazztagen wahr. Tony Coe, der für den österreichischen Tenorsaxophonisten Carl Drewo in die Band gekommen war, übernahm Humbles Platz als Satzführer.
Nach zwölf Jahren produktiver Studiotätigkeit mit 24 Alben löste sich die Clarke-Boland Big Band im Mai 1972 auf: Eigentlich war eine US-Tournee durch 55 Städte geplant; doch die beiden Leiter weigerten sich wegen finanzieller Risiken die Verträge zu unterschreiben. Campi war über ihre Unentschlossenheit so genervt, dass er aufgab. Das geschah jedoch gerade dann, als das Orchester „bei einem größeren Publikum ›anzukommen‹ begann“ und sogar Verhandlungen mit Miles Davis geführt wurden, mit dem Orchester aufzutreten.

## Notenmaterial
2018 schenkte die Familie von Gigi Campi dem Bundesjazzorchester mehrere Kisten voller handgeschriebener Originalarrangements der Clarke-Boland Big Band; das Bujazzo führte auf einer Balkantournee 2019 einige dieser Titel wieder auf.